# یوآچابا
یوآچابا (به پرتغالی: Joaçaba) یک شهرداری در برزیل است که در سانتا کاتارینا واقع شده‌است. یوآچابا ۲۳۲٫۳۵۴ کیلومتر مربع مساحت و ۳۰٬۴۰۴ نفر جمعیت دارد و ۵۲۲ متر بالاتر از سطح دریا واقع شده‌است.